# Joachim Werren

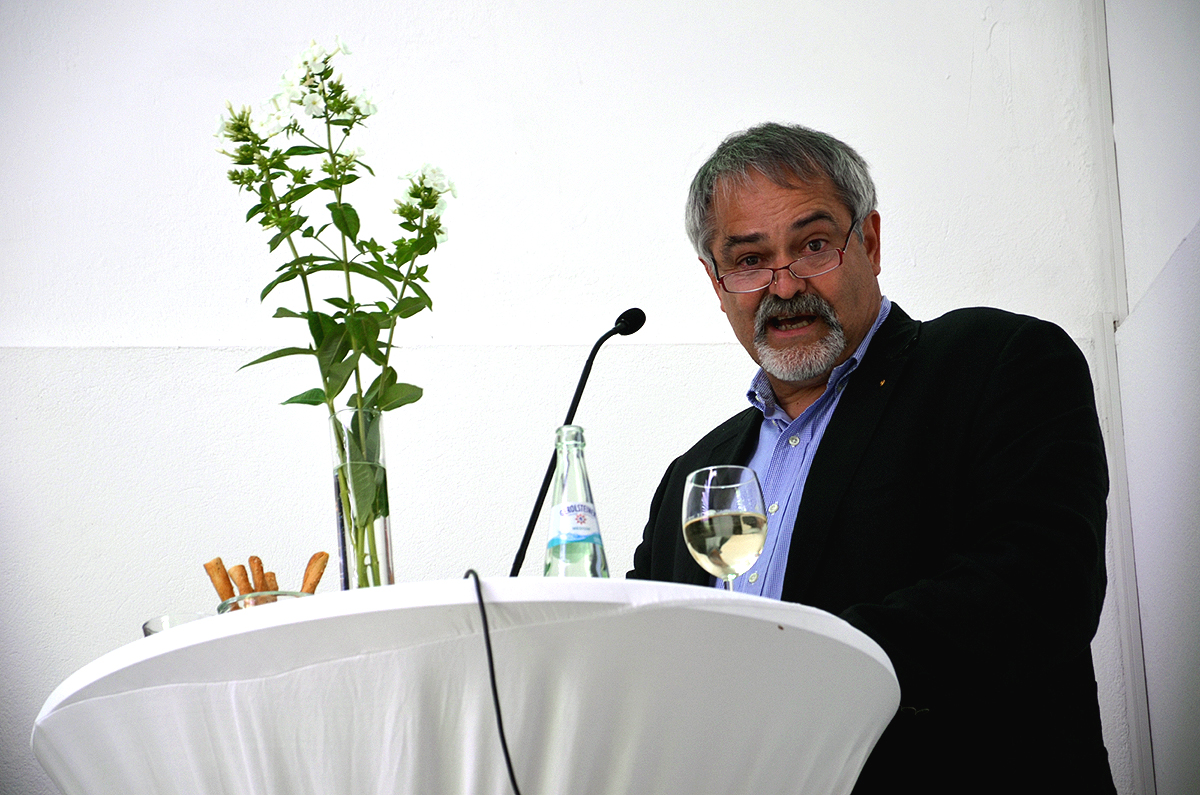
Joachim Werren 2013 bei der Eröffnungsrede zur Lichtinstallation Second Nature der Künstler Heike Mutter und Ulrich Genth im Künstlerhaus von Hannover

Joachim Werren (* 10. Mai 1948 in Bad Kreuznach) ist ein deutscher Politiker. Er war bis Ende 2015 Generalsekretär der Stiftung Niedersachsen und von 2003 bis 2008 niedersächsischer Staatssekretär für Wirtschaft, Arbeit und Verkehr.

## Leben
Nach dem Abitur 1966 und einem Studienaufenthalt an der University of California, Los Angeles (UCLA) (political sciences) absolvierte Werren 1967 bis 1969 seinen Militärdienst. Seitdem ist er Reserveoffizier. Von 1969 bis 1977 studierte er Rechtswissenschaften an der Universität Bonn. Das Zweite Staatsexamen bestand er in Köln. Von 1977 bis 1979 war er wissenschaftlicher Mitarbeiter der FDP-Landtagsfraktion Düsseldorf, wo er die Landtagsausschüsse für Raumordnung und Landesplanung, Städtebau, Kommunalpolitik und Wohnungswesen sowie den Ausschuss für Forst-, Wasser- und Landwirtschaft betreute. 1979 und 1980 war er persönlicher Referent des Ministers für Wirtschaft, Mittelstand und Verkehr, Düsseldorf, anschließend bis 1986 persönlicher Referent des Regierungspräsidenten und Hauptdezernent 21 (Staatshoheitsangelegenheiten, ordnungsbehördliche Angelegenheiten, Ausländerrecht) bei der Bezirksregierung Köln. Von 1986 bis 1990 war Werren stellvertretender Sprecher der niedersächsischen Landesregierung, Staatskanzlei, Hannover und 1990 bis 2000 Referatsleiter und stellvertretender Abteilungsleiter (1) in der niedersächsischen Staatskanzlei (Richtlinien der Politik, Ressortkoordination und -planung). Von April 2000 bis März 2003 leitete er die Abteilung 2 der niedersächsischen Staatskanzlei „Recht, Verwaltung, Medien“. Vom 4. März 2003 bis 2008 war er Staatssekretär im Niedersächsischen Ministerium für Wirtschaft, Arbeit und Verkehr.
2008 wurde Werren zum Generalsekretär der Stiftung Niedersachsen gewählt und schied aus dem Amt als Staatssekretär aus. Sein Nachfolger wurde Stefan Kapferer. 2015 ging Joachim Werren in den Ruhestand. Seine Nachfolgerin als Generalsekretärin der Stiftung Niedersachsen wurde Lavinia Francke.
Aufsichtsratsmandate:
- nordmedia GmbH
- Deutsche Gesellschaft zum Bau und Betrieb von Endlagern für Abfallstoffe mbH
- Flughafen Hannover-Langenhagen GmbH
- JadeWeserPort Realisierung GmbH &Co KG
- Innovationszentrum Niedersachsen GmbH
- TourismusMarketing Niedersachsen GmbH

Werren ist verheiratet und hat zwei Kinder.

## Sonstiges Engagement
Werren gehört seit 1997 dem Kuratorium der Friedrich-Naumann-Stiftung für die Freiheit an.